# 부쿠레슈티 국립극장
부쿠레슈티 국립극장(루마니아어: Teatrul Naţional „Ion Luca Caragiale”)은 루마니아 부쿠레슈티에 위치한 국립 극장이다.